# Amy Hetzel
Amy Hetzel, nach Heirat Amy Jones (* 27. April 1983 in Rockhampton), ist eine ehemalige australische Wasserballspielerin. Sie war Olympiadritte 2008 und Weltmeisterschaftszweite 2007.

## Sportliche Karriere
Die 1,78 Meter große Ama Hetzel spielte bei den Queensland Breakers.
2005 belegte sie mit der Nationalmannschaft den sechsten Platz bei der Weltmeisterschaft in Montreal. Zwei Jahre später war Melbourne Austragungsort der Weltmeisterschaft 2007. Die Australierinnen gewannen ihre Vorrundengruppe und besiegten im Viertelfinale die Italienerinnen mit 12:8. Mit einem 12:9 gegen die Russinnen im Halbfinale erreichten die Australierinnen das Finale und unterlagen dann dem US-Team mit 5:6. 2008 bei den Olympischen Spielen in Peking belegten die Australierinnen in der Vorrunde den zweiten Platz hinter den Ungarinnen und vor den Niederländerinnen. Die Australierinnen erreichten das Halbfinale mit einem 12:11-Sieg über die Chinesinnen. Nach der 8:9-Niederlage gegen das US-Team im Halbfinale trafen die Australierinnen im Spiel um Bronze auf die Ungarinnen und gewannen mit 12:11. Hetzel wirkte in allen sechs Spielen mit, erzielte aber keinen Treffer.